# Klinik Birshof
Die Klinik Birshof ist ein Spital in Münchenstein. Sie steht auf der Spitalliste des Kantons Basel-Landschaft, welcher damit Leistungsaufträge zur medizinischen Grundversorgung erteilt hat. Die Klinik wurde 1991 gegründet und ist Teil der Hirslanden-Gruppe. Die Einrichtung ist spezialisiert auf die medizinische Versorgung im Bereich des Bewegungsapparates und verfügt über ein orthopädisches Notfallzentrum.

## Geschichte
Die Klinik Birshof wurde im Jahr 1991 gegründet und ist seit 2002 Teil der Hirslanden-Gruppe. 2003 eröffnete die Klinik Birshof ein Zentrum für Wirbelsäulenmedizin und im Jahr 2004 eine Sportklinik.

## Kennzahlen
An der Klinik Birshof sind 289 Mitarbeiter sowie 86 Belegärzte und angestellte Ärzte tätig. Die Klinik verfügt über 62 Betten sowie sechs Operationssäle. Im Geschäftsjahr 2023/24 wurden 4'303 stationäre Patienten behandelt. Im selben Zeitraum haben 4'865 Patienten das orthopädische Notfallzentrum aufgesucht.

## Fachgebiete
| Fachgebiet                  | behandelte, stationäre Patienten 2023/2024 |
| --------------------------- | ------------------------------------------ |
| Orthopädie/Sportmedizin     | 3296                                       |
| Chirurgie/Viszeralchirurgie | 32                                         |
| Neurochirurgie              | 209                                        |
| Handchirurgie               | 747                                        |